# Wolfgang Schmidt (Superintendent)
Wolfgang Schmidt (* 1. November 1929 in Wien; † 11. Juni 2009 in Salzburg) war ein österreichischer evangelisch-lutherischer Theologe.

## Leben
Wolfgang Schmidt hatte fünf Geschwister. Sein Vater starb 1943 bei der Schlacht von Stalingrad. Schmidt studierte Evangelische Theologie an der Universität Wien und der Universität Lund. Sein Vikariat verbrachte er in der Christuskirche in Kapfenberg, der Trinitatiskirche in Waiern und der Christuskirche in Innsbruck. Anschließend war Schmidt kurze Zeit als Pfarrer der evangelischen Kirche in Weißbriach tätig. 1955 heiratete er, das Paar hatte vier Kinder. Von 1958 bis 1980 war Schmidt Pfarrer der Johanneskirche in Kufstein und arbeitete daneben als Militärseelsorger.
Wolfgang Schmidt wurde am 1. Jänner 1981 als Nachfolger von Emil Sturm Superintendent der Evangelischen Superintendentur A. B. Salzburg und Tirol. Im selben Jahr eröffnete Schmidt auf Schloss Goldegg die Salzburger Landesausstellung Reformation – Emigration. Protestanten in Salzburg über die Salzburger Exulanten. In Erinnerung an die 150 Jahre zuvor vertriebenen Zillertaler Inklinanten nahm er 1987 an einem ökumenischen Gottesdienst in Mayrhofen teil. 1988 feierte er mit Papst Johannes Paul II. einen ökumenischen Gottesdienst in der evangelischen Christuskirche in Salzburg.
Auch nach seiner Pensionierung am 31. August 1995 blieb Wolfgang Schmidt Kuratoriumsmitglied des Diakoniewerks Gallneukirchen. Seine Nachfolgerin im Amt des Superintendenten wurde Luise Müller. Schmidt starb nach langer Krankheit.

## Auszeichnungen und Ehrungen
- Ehrenzeichen der Stadt Kufstein
- Silbernes Ehrenzeichen für Verdienste um die Republik Österreich
- Großes Goldenes Ehrenzeichen für Verdienste um die Republik Österreich
- Großer Tiroler Adler-Orden
- Goldenes Ehrenzeichen des Landes Salzburg